# 伯代哈佐
伯代哈佐，是匈牙利佐洛州所辖的一个村，总面积6.67平方公里，总人口62，人口密度9.3人/平方公里（2010年1月1日）。